# Силво Крањец
Силво Крањец (словен. Silvo Kranjec; Љубљана, 31. децембар 1892 — Љубљана, 10. новембар 1976) је био словеначки историчар и географ.

## Биографија
Силво Крањец родио се 31. децембар 1892. године у Љубљани. Године 1912. завршио је Другу државну гимназију, а од 1912. до 1916. студира историју и географију на Бечком универзитету. Од 1916. до 1918. је био у војсци. Године 1919. професор је у Државној мушкој учитељској школи у Љубљани. После је службовао у Цељу и поново у Љубљани у Другој државној реалној гимназији (до 1959). Од 1938. до 1945. био је и просветни инспектор. Умро је у Љубљани 10. новембра 1976. године. 

## Научни и просветно-педагошки рад
У научном рад прво се искушава се као историчар. Написао је „Pregled zgodovine Srbov, Hrvatov in Slovencev“ (Преглед историје Срба, Хрвата и Словенаца, Љубљана 1925), у којем су хронолошки поређани сви важнији догађаји из историје југословенских народа. Написао је и преглед историје Европе у 19. веку и више дела о савременој историји Словенаца. Написао је прву историју Срба на словеначком језику: „Zgodovino Srbov“ коју је објавила „Družba svetog Mohorja“ (Удружење светог Гермогена аквилејског) 1927. године. Књига има 256 страница, много слика и три историјске карте. При састављању књиге Крањец је користио најбоља и најсавременија дела тадашње српске историографије. За десету годишњицу југословенског уједињења (1928) Крањец је написао дело „Kako smo se zedinili“ (Како смо се ујединили), такође у издању Дружбе светог Мохорја. У књизи нарочиту пажњу посвећује улози Словенаца у историји југословенског уједињења и борбама за заједничку државу. Започео је и рад на опсежној општој историји у дванаест књига, али реализацију наведеног је прекинуо Други светски рат.
У географији се истакао као коаутор седамнаест школских уџбеника објављених у 59 идања. Највећа новост је био „Občni zemljepis za višje razrede srednjih šol“ (Општа географија за више разреде средњих школа; 1935, 1949).
Иако је Крањец био више деценија међу водећим словеначким ауторима из методике наставе географије, историја ипак превлађује у његовим радовима, чланцима и оценама.